# Kučine (Solin)
Kučine su mjesto koje se nalaze sjeveroistočno od Splita, istočno od Solina, zapadno od Žrnovnice, na južnim mosorskim padinama. Administrativno su u sastavu Grada Solina. Neposredni su istočni susjed selu Mravincima.
Sa Splitom su povezane redovnom gradskom autobusnom linijom broj 32.
U selu se nalazi crkva svetog Luke.

## Povijest
Smatra se da su Kučine najstarije naselje u okolici Splita.
Mjesto je dobilo ime po stijeni Kuku koja se nalazi jugozapadno od Mravinaca, na kojoj je poslije podignuta tvrđava. Kučine se prvi put spominju 1144. godine, [nedostaje izvor] u darovnici popa Crnote u kojoj se spominju neki kučinski posjedi. Također, smatra se da je u Kučinama, na lokalitetu Kekova kućica, rođen rimski car Dioklecijan. 

## Stanovništvo
| broj stanovnika | 142   | 175   | 184   | 167   | 235   | 308   | 308   | 361   | 421   | 433   | 436   | 413   | 396   | 559   | 710   | 974   | 1082  |
|                 | 1857. | 1869. | 1880. | 1890. | 1900. | 1910. | 1921. | 1931. | 1948. | 1953. | 1961. | 1971. | 1981. | 1991. | 2001. | 2011. | 2021. |

## Vanjske poveznice
|  | Zajednički poslužitelj ima još gradiva o temi Kučine (Solin) |